# Szolunáris naptár
A szolunáris naptárat egy francia ichtiológus írta le először, amikor megfigyelte a halak viselkedését a Nap és a Hold égi jelenségeivel és mozgásaival kapcsolatban. A szolunáris naptár ill. táblázat a horgászok gyakorlati tapasztalatain alapul, ami szerint a halak aktivitásában, mozgásában nagy szerepet játszanak a Hold fázisai: a holdfelkelte, a Hold lenyugvása és maga a telihold megléte.

## Külső hivatkozások
Horgásznaptár (Szolunáris naptár) Archiválva 2007. május 18-i dátummal a Wayback Machine-ben